# Herb gminy Żyrzyn
Herb gminy Żyrzyn – jeden z symboli gminy Żyrzyn, ustanowiony 29 stycznia 2016.

## Wygląd i symbolika
Herb przedstawia na tarczy w polu czerwonym srebrna rogatywka obszyta takimż kożuszkiem z kokardą biało-czerwoną po lewej stronie ponad dwoma skrzyżowanymi srebrnymi szablami. Jest to nawiązanie do bitwy pod Żyrzynem.